# القوامة
القوامة، مفهوم إسلامي يُراد به غالباً قوامة الرجل على المرأة «القوامة الزوجية». فالقوامة في اللغة: من قام على الشيء، أي حافظ عليه وراعى مصالحه، والقوامة الزوجية: هي ولاية يفوَّض بها الزوج، للقيام على مصالح زوجته بالتدبير والصيانة والإنفاق، وغير ذلك، وفيها تكليف للزوج يحاسب عليه أمام الله لو فرَّط فيها، كما أنّها تشريفٌ للمرأة، فقد أوجب الله على الزوج بمقتضى القِوامة، رعاية زوجته التي ارتبط بها بعقد زواج شرعي، واستحل الزوج الاستمتاع بزوجته بذلك الميثاق الغليظ، كما وصفه الله في القرآن في سورة النساء حيث قال: ﴿وَكَيْفَ تَأْخُذُونَهُ وَقَدْ أَفْضَى بَعْضُكُمْ إِلَى بَعْضٍ وَأَخَذْنَ مِنْكُمْ مِيثَاقًا غَلِيظًا ۝٢١﴾ [النساء:21].
فهي بذلك تكليف لا تشريف، وضابطها التعامل في نطاق الأسرة، بما يحقق السعادة لها في حدود شرع الله، وفقًا لقوله : «أَكْمَلُ الْمُؤْمِنِينَ إِيمَانًا أَحْسَنُهُمْ خُلُقًا، وَخِيَارُكُمْ خِيَارُكُمْ لِنِسَائِهِمْ» رواه أبو داود، والترمذي من طريق عبدة بن سليمان، عن محمَّد بن عمرو، واللفظ له.

## ذكر القوامة في القرآن
جاء في القرآن ذكر «القوامة»، وذلك في سورة النساء: ﴿الرِّجَالُ قَوَّامُونَ عَلَى النِّسَاءِ بِمَا فَضَّلَ اللَّهُ بَعْضَهُمْ عَلَى بَعْضٍ وَبِمَا أَنْفَقُوا مِنْ أَمْوَالِهِمْ فَالصَّالِحَاتُ قَانِتَاتٌ حَافِظَاتٌ لِلْغَيْبِ بِمَا حَفِظَ اللَّهُ وَاللَّاتِي تَخَافُونَ نُشُوزَهُنَّ فَعِظُوهُنَّ وَاهْجُرُوهُنَّ فِي الْمَضَاجِعِ وَاضْرِبُوهُنَّ فَإِنْ أَطَعْنَكُمْ فَلَا تَبْغُوا عَلَيْهِنَّ سَبِيلًا إِنَّ اللَّهَ كَانَ عَلِيًّا كَبِيرًا ۝٣٤﴾ [النساء:34].

## تفسير القوامة

### أهل السنة والجماعة
- يقول ابن كثير: « يقول تعالى: ﴿الرِّجَالُ قَوَّامُونَ عَلَى النِّسَاءِ﴾ [النساء:34] أي الرجل قيم على المرأة، أي هو رئيسها وكبيرها، والحاكم عليها ومؤدبها إذا اعوجت ﴿بِمَا فَضَّلَ اللَّهُ بَعْضَهُمْ عَلَى بَعْضٍ﴾ [النساء:34]».

- يقول البيضاوي: «﴿الرِّجَالُ قَوَّامُونَ عَلَى النِّسَاءِ﴾ [النساء:34] يقومون عليهن قيام الولاة على الرعية».
- وقال الزحيلي: «الرّجل قيّم على المرأة، أي هو رئيسها وكبيرها، والحاكم عليها، ومؤدبها إذا اعوجّت، وهو القائم عليها بالحماية والرعاية، فعليه الجهاد دونها، وله من الميراث ضعف نصيبها، لأنه هو المكلّف بالنّفقة عليها».
- يقول السعدي في تفسير آية القوامة: «قوامون عليهن بإلزامهن بحقوق الله تعالى، من المحافظة على فرائضه وكفهن عن المفاسد، والرجال عليهم أن يلزموهن بذلك، وقوامون عليهن أيضا بالإنفاق عليهن، والكسوة والمسكن، بسبب فضل الرجال على النساء وإفضالهم عليهن، فتفضيل الرجال على النساء من وجوه متعددة: من كون الولايات مختصة بالرجال، والنبوة، والرسالة، واختصاصهم بكثير من العبادات كالجهاد والأعياد والجمع. وبما خصهم الله به من العقل والرزانة والصبر والجلد الذي ليس للنساء مثله. وكذلك خصهم بالنفقات على الزوجات بل وكثير من النفقات يختص بها الرجال ويتميزون عن النساء».[4]

### الشيعة
يقول الخوئي: «بين في الآية الكريمة ان سر قوامة الرجال على النساء، هو ما فضل الله بعضهم على البعض وما انفقوا من أموالهم، فيظهر منه أن السر هو وجوب النفقة على الرجل، وانه هو مسؤول الحفاظ على كرامة العائلة وكل ما يتعلق بشؤونها، ولكن الواجب شرعاً من القيمومة بالنسبة للزوجة هو عدم خروجها من البيت بدون إذنه، ولعل المراد بالآية عموم قوامة الرجال على النساء، اي ان جنس الرجل بما اوتي من قدرة جسمية ونفسية أقوى، مأمور بالقيام بشؤون المرأة ولعله من هذه الجهة، منعت النساء من القضاء والولاية، وتدبير شؤون المجتمع .»
يقول حسن الجواهري: «وهذه القواميّة هي للأزواج على الزوجات، وأنّ القوّامية لا تنافي سيطرة الزوجة على مالها وأفعالها، بل معناها: إنّ الرجال يحافظون ويهتمون بنسائهم وتدبير شؤونهن. ويكون معنى الآية "أنّ الرجل له فضل على زوجته؛ لأنّه يقوم بأمرها ويحافظ عليها ويدير شؤونها، ولأنّه ينفق عليها." وهذا المعنى مقبول عرفاً، وهو الظاهر من الآية، كما يصح لنا أن نقول: إنّ الزوجة إذا أنفقت على زوجها وكان طريح فراش المرض وقامت بأمره ودارت شؤونه، فهي صاحبة فضل عليه بهذا المقدار، فليست الآية ناظرة إلى التفضيل المطلق.»
يقول السيستاني: «معنى كون الرجل قواماً على المرأة هو قيامه بتكفل أمورها المعيشية والاعتناء بشؤونها وفق ما تقتضيه مصلحتها، وليس معناه ان لا ينفذ لها في نفسها أو فيما تملكه إرادة وأن عليها تنفيذ أوامره ونواهيه، نعم عليها التمكين له في الاستمتاعات الجنسية المتعارفة، كما لا يجوز لها الخروج من بيتها من دون اذنه حسبما تقدم، واما فيما عدا ذلك فهي غير ملزمة شرعاً باتباع نظره.»

### آراء معاصرة
قدم بعض الكتاب المسلمين المعاصرين تفسيرًا مغايرًا للتفسيرات السائدة حول القوامة في الإسلام، فمثلًا يرى محمد شحرور أن القوامة خاصةٌ بالرجل والمرأة وأنَّ معنى «الرجال» و«النساء» في الآية يشمل الجنسين الذكور والإناث، وليس محصورًا في جنس الذكور فقط.

## أسباب القوامة
يتساوى كلّ من الرجل والمرأة في الحقوق والواجبات، قال الله تعالى موضحاً ذلك: ﴿وَلَهُنَّ مِثْلُ الَّذِي عَلَيْهِنَّ بِالْمَعْرُوفِ وَلِلرِّجَالِ عَلَيْهِنَّ دَرَجَةٌ﴾ [البقرة:228]، إلّا أنّ السبب في جعل القِوامة للرجل على زوجته، لا للمرأة على زوجها، اختلافهما في أمرين رئيسيين:
- امتلاك الرجل لمقومات جسدية خَلقية، فالرجل كامل الخِلقة، معتدل العاطفة، سليم البنية، ولذلك هو مفضلٌ في القوة والعزم على المرأة، ولذلك كانت النبوّة، والرسالة، والإمامة الكبرى، والقضاء، كلّها خاصةٌ في الرجال دون النساء، وكذلك إقامة الشعائر؛ من أذان، وإقامة، وجهادٍ، وجُمعة، ونحو ذلك، كما جُعل الطلاق في أيدي الرجال، وخُصّوا بالشهادة في الجنايات والحدود.
- وجوب الإنفاق على الرجل للزوجة، والقريبة، وكذلك إلزام الرجل بالمهر للزواج من المرأة، كرمز لتكريمها.

## سبب نزول آية القوامة
جاءت بعض الروايات الضعيفة بخصوص سبب نزول الآية، منها ما جاء في سعد بن الربيع مع امرأته «حبيبة بنت زيد»، وكان سعد من النقباء، وهما من الأنصار، وذلك أنها نشزت عليه فلطمها، فانطلق أبوها معها إلى النبي ﷺ فقال: أفرشته كريمتي فلطمها، فقال النبي ﷺ: «لتقتصّ من زوجها» فانصرفت مع أبيها لتقتصّ منه، فقال النبي صلى الله عليه وسلم: «ارجعوا هذا جبريل أتاني»، وأنزل الله: ﴿الرِّجَالُ قَوَّامُونَ عَلَى النِّسَاءِ﴾ [النساء:34] فقال النبي ﷺ: «أردنا أمراً، وأراد الله أمراً، والذي أراد الله خير» ورفع القصاص.